# Massemedier i Israel
Massemedier i Israel har – så langt man ved – eksisteret siden 1863, da to månedlige aviser blev etableret i Jerusalem, Halevanon og Havatselet, som var de første aviser på moderne hebraisk i Israels land. Kun et år senere blev disse aviser nedlagt af osmanniske myndigheder. Senere, i 1869, begyndte aviser at være regelmæssige i Jerusalem, til trods for den strenge censur og lave cirkulation.
1. verdenskrig satte en stopper for udgivelse af aviser, indtil briterne tog kontrol over landet som et mandatområde. Herefter fulgte en øgning i antallet af private og politisk sponsorerede aviser til trods for censur fra mandatsmyndighederne. I 1919 blev Haaretz (betyder "landet", og refererer til Israels land) grundlagt af en gruppe zionistimmigranter hovedsageligt fra Rusland, og er Israels ældste dagblad. Blandt grundlæggerne var Vladimir Jabotinsky, den ideologiske leder for højrefløjen af zionismen. Haaretz er ejet af Shocken media, som også ejer et forlag og en række lokale aviser, og har i dag et oplag på 75 000 i ugedagene og 95 000 om fredage.
I 1939 blev Yedioth Ahronoth grundlagt og er avisen med det største oplag og læses af omtrent to tredjedele af alle hebraisktalende avislæsere. Avisen ejes af Moses-familien, som også ejer et forlag, der producerer magasiner og lokalaviser samt er delejer i et musikfirma.
Da staten blev erklæret selvstændig i 1948 ,blev pressen ikke underlagt nogen speciel lov, selv om mandatets presseforordning havde påkrævet licensering af aviser. Samme år blev Ma'ariv grundlagt og var i flere år avisen med det største oplag. Avisen er ejet af Nimrodi-familien, som også ejer et forlag og et musikfirma og producerer folkelige magasiner og lokalaviser.
I løbet af 80- og 90-tallet gennemgik den israelske presse store forandringer i lighed med Europa og Nordamerika. Medier blev gradvis sat under kontrol af et begrænset antal organisationer, og de politisk udgivne aviser forsvandt gradvist. I 1983 blev den privatejede finansavis Globes grundlagt og er det yngste af Israels dagblade. Avisen er ejet af Globes Publisher Itonut (1983) Ltd, igen ejet af Monitin-gruppen.
Aviser, der udgives af politiske partier, er nu på vej væk i Israel ligesom i Europa. I dag udgives kun tre aviser tiltænkt religiøse løsere: Hatsofeh, Hamodia og Yated Ne'eman. De tre store hebraiske aviser er nu ejet af private konglomerater med base i Tel Aviv, som dominerer alle Israels massemedier. Israel røg også ned fra 37. til 67. plads på Pressefrihedsindexs pressefrihedsrangering i 2005. Pressefrihedsindex – sammen med International Press Institute – fordømte tilfælde af chikanering af journalister, der blev gjort af den israelske hær, specielt i palæstinensiske territorier. Samtidig beskriver Pressefrihedsindex den israelske massemedia som "traditionelt robust og uafhængig", og pressen er vidt om anerkendt for at reflektere et bredt spektrum af meninger og partier.
Ved siden af de større aviser udgives der en række lokalaviser, de fleste ejet af Moses-familien eller Shocken-koncernen og tre hundrede magasiner og tidsskrifter (ukendtlige og månedlige). Kvindernes ugentlige magasin, La'isha, ejet af Moses-familien, har det største oplag i landet. Disse magasiner udgives ofte på flere sprog.
Der udgives to daglige og fem ugentlige arabiske aviser, ved siden af en række tidsskrifter. Den arabiske presse betjener den israelske-arabiske befolkning, hvoraf en stor del også læser hebraisk. Blandt de store arabiske aviser er Al-Ittihad, som også udgives i områder styret af Det palæstinensiske selvstyreområde, og Kull al-Arab, fra Nazaret, grundlagt i 1988.
Israels presseetiske råd blev grundlagt i 1963, dengang på frivillig basis, og fungerer hovedsageligt på samme måde som PFU. Rådet samler landets nationalsamling for journalister, udgivere, redaktioner for dagpressen og repræsentanter fra offentligheden. 

## Militær censur i Israel
Under Palæstinamandatets love skulle alle udgivelser have tilladelse fra den militære censur, før de kunne udgives. I 1948 blev en aftale signeret mellem regeringen, hæren og pressen, som bestemte, at censur skulle baseres på gensidig enighed for at forhindre fare for rigets sikkerhed. Dagens censur refererer mest til militære og sikkerhedsrelaterede temaer, men ingen politiske. På grund af dette må artikler, som omhandler militæret eller sikkerhed indsendes til efterforskning før udgivelse. I 1989 udpegede Israels højesteret begrænsninger for censuren: censur kan kun udføres, når det er klart, at udgivelsen kan være til skade for offentlig sikkerhed. Aviserne kan anke censur til en "committee of three", med en repræsentant fra almenheden (som er formand), en repræsentant fra hæren og en fra pressen. Denne komités bestemmelse er endelig.

## Udenlandske aviser
Det, at Israel er et land med meget indvandring, genspejles i landets udenlandske presse, som har udviklet sig gennem 50- og 60-tallet. Da indvandrerne blev fastboende og mestrede hebraisk, begyndte de at læse mindre udenlandsk presse, men landet har stadig en række aviser, som udgives på andre sprog, som arabisk, jiddisch, tysk, ungarsk polsk og rumænsk. Ved siden af dette har den store indflytning fra det tidligere Sovjet gjort, at Israel har en forholdsvis stor russisktalende presse: fire dagblade og en række tidsskrifter, alle udgivet på russisk. Den største af disse er Vesti, med base i Tel Aviv, ejet af Yediot Media Group. Den russiske presse i Israel har dog haft en nedgangsperiode i nyere tid, da flere og flere af deres læsere går over til hebraiske eller arabiske aviser. Ved siden av dette er den engelsktalende The Jerusalem Post, grundlagt i 1932, og ejet af Mirkay Tikshoret Group Ltd og Canwest Global Communications Group. Avisen læses af engelsktalende immigranter, såvel som af engelsktalende turister og diplomater. Avisen udgives også daglig ti Nordamerika og ukendtlig på fransk i Vesteuropa.